# ジェイソン・デビッドソン
ジェイソン・アラン・デビッドソン（Jason Alan Davidson, 1991年6月29日 - ）は、オーストラリア・メルボルン出身のサッカー選手。ポジションはディフェンダー。
Kリーグ時代の登録名はデイビソン（ハングル: 데이비슨）。
『デイビッドソン』と表記されることもある。祖母が広島出身の日系人。父親も元オーストラリア代表・アラン・エドワード・デビッドソン。母親はギリシャ系移民。

## 経歴
2005年に祖母の祖国である日本に渡り、留学先は成立学園中学校・高等学校に進学し2008年までサッカー部に所属していた。なお当時大津祐樹とはチームメイトでもあった。2009年にU-20オーストラリア代表に招集され、エジプトで行われた2009 FIFA U-20ワールドカップに出場。2012年8月にオーストラリア代表に初招集され、2014年にブラジルで行われたワールドカップに出場した。
2014年8月5日、ウェスト・ブロムウィッチ・アルビオンFCに移籍した。

## 代表歴

### 出場大会
- U-20オーストラリア代表
  - 2009年 - 2009 FIFA U-20ワールドカップ
- オーストラリア代表
  - 2014年 - 2014 FIFAワールドカップ（グループリーグ敗退）
  - 2015年 - AFCアジアカップ2015（優勝）

### 試合数
- 国際Aマッチ 23試合 1得点（2012年-2022年）[4]

| オーストラリア代表 | 国際Aマッチ | 国際Aマッチ |
| 年                 | 出場        | 得点        |
| ------------------ | ----------- | ----------- |
| 2012               | 1           | 0           |
| 2013               | 3           | 0           |
| 2014               | 9           | 0           |
| 2015               | 9           | 1           |
| 2016               | 0           | 0           |
| 2017               | 0           | 0           |
| 2018               | 0           | 0           |
| 2019               | 0           | 0           |
| 2020               | 0           | 0           |
| 2021               | 0           | 0           |
| 2022               | 1           | 0           |
| 通算               | 23          | 1           |

## タイトル

### クラブ
オリンピア・リュブリャナ
- 1.SNL:2017-18
- スロベニア・カップ:2017-18

### 代表
オーストラリア代表
- AFCアジアカップ：2015